# Лазар Арсенијевић
Лазар Арсенијевић Баталака (Буковик код Крагујевца, око 1793— Београд, 15/27. јануар 1869) био је српски историчар и политичар. Арсенијевић је био министар у неколико влада и државни саветник.

## Биографија
Родио се око 1795. године у Земуну. Његов отац Арсеније Антонијевић се у Срем преселио после пропасти Кочине крајине 1791. године. Баталака је био синовац знаменитог буковичког проте поп Атанасија Антонијевића. Породица се та старином доселила из Пиве. Основну школу је завршио у Земуну, а у Београд је са мајком и братом прешао 1807. године. Образовање је стекао током Првог српског устанка на Великој школи коју је основао Иван Југовић (Јован Савић). Ту му је професор био и Лазар Војновић (1783-1812), коме је одржао посмртни говор.
По пропасти устанка, 1813, одлази у избеглиштво најпре у Аустрију где је кратко боравио у Новом Саду, а потом у Русији где је у Хоћину и Кишињеву провео више од десет година. У изгнанству је био у вези са истакнутим устаничким вођама (Карађорђе, Луком Лазаревићем, Вулом Илићем, Јанићијем Ђурићем, Савом Филиповићем и другима), а издржавао се подучавајући децу имућнијих српских избеглица. У Србију се вратио 1827. године и ступио у државну службу. Најпре је служио у разним надлештвима, у Пожаревцу, Кладову, Крагујевцу (где му је 1828. године Димитрије Давидовић наденуо надимак Баталака изведено од Бата Лака тј. Бата Лазар), Београду и Смедереву. Након династичког преврата у Србији 1842, нагло је напредовао у државној служби. Државни саветник постао је 1842. године, а потом капућехаја у Цариграду (1846 — 1847), министар просвете и правде (1848) и поново министар просвете (1852 — 1854). Поновни династички преврат у Србији (1858) овога пута се негативно одражава на његову политичку каријеру. После краткотрајног притвора, са осталим државним саветницима у војној болници у Београду пензионисан је 1858. након тога се посветио писању мемоара (1858-1864) и делимично сарадњи са Гарашанином на националној пропаганди.
Историографију је задужио управо својим делом које је писао по пензионисању, Историја српског устанка. Она обухвата опис догађаја све до краја 1812. године. Значај његовог дела и чињеница да је приликом писања користио много аутентичне историјске грађе и до данас изазива недоумицу да ли се његов рад може сврстати у научну литературу или је пак реч о класичном мемоарском делу. Истовремено, нескривена наклоност Карађорђу и оштри полемички ставови према неким историјским личностима и ауторима (Вуку Караџићу на пример) наводе на претпоставку да његов рад садржи и елементе политичког списа. У основи, реч је о једном од важнијих мемоарских дела о Првом српском устанку (први део издат 1898, други део 1899, а заједно су објављени тек 1879. године). Осим овог дела написао је само још један рад Карактеристика Црног Ђорђа издато 1854. године.
Умро је у Београду 15/27. јануара 1869. године, сахрањен је на гробљу код Маркове цркве. Његове наследнице су биле три кћерке: Катарина Јовановић, Софија Бучовић и Милица Симоновић. Својим тестаментом је оставио сву сакупљену грађу и рукописе свом пријатељу, историчару Николи Крстићу. Поред тога, оставио је и извесни новчани фонд Српској краљевској академији у Београду, из којег су требала да се постхумно штампају његова историографска дела у рукопису. Због политичких ставова који се јасно уочавају у његовом раду, Српска краљевска академија је ово дело штампала тек 1898. године. Постао је 11. јуна 1842. године почасни члан Друштва српске словесности у Београду.